# Hörcsögpatkányformák
A hörcsögpatkányformák (Cricetomyinae) az emlősök (Mammalia) osztályának a rágcsálók (Rodentia) rendjébe, ezen belül a madagaszkáriegér-félék (Nesomyidae) családjába tartozó alcsalád.
Egyes rendszerek az egérfélék (Muridae) családjába sorolják ezt az alcsaládot.

## Rendszerezés
Az alcsaládba 3 nem és 8 faj tartozik:
- Beamys Thomas, 1909 – 2 faj
- Cricetomys Waterhouse, 1840 – 4 faj
- Saccostomus Peters, 1846 – 2 faj